# 五老屯街道
五老屯街道，是中华人民共和国辽宁省抚顺市望花区下辖的一个乡镇级行政单位。2019年11月29日，撤销五老屯街道，将其所辖行政区域划归演武街道管辖。

## 行政区划
五老屯街道下辖以下地区：
千台社区、旭升社区、晶花社区、五老社区、盘北社区和天泰社区。